# Melanis xenia
Melanis xenia is een vlindersoort uit de familie van de prachtvlinders (Riodinidae), onderfamilie Riodininae.
Melanis xenia werd in 1853 beschreven door Hewitson.